# بروس ويليام
بروس ويليام (30 أغسطس 1918 في الولايات المتحدة - 30 ديسمبر 1980 في الولايات المتحدة) (بالإنجليزية: Bruce Hale)‏ هو مدرب كرة سلة ولاعب كرة سلة أمريكي في مركز هجوم خلفي.

## وصلات خارجية
- بروس ويليام على موقع إن بي أي (الإنجليزية)
- بروس ويليام على موقع سبورتس رفرنس (الإنجليزية)
- بروس ويليام على موقع ريلجم (الإنجليزية)
- بروس ويليام على موقع بروبوليرز (الإنجليزية)
- بروس ويليام على موقع سبورتس رفرنس (الإنجليزية)
- بروس ويليام على موقع كلية كرة السلة في سبورتس رفرنس.كوم (الإنجليزية)
- بروس ويليام على موقع سبورتس رفرنس (الإنجليزية)